# Johann Kaspar Velthusen

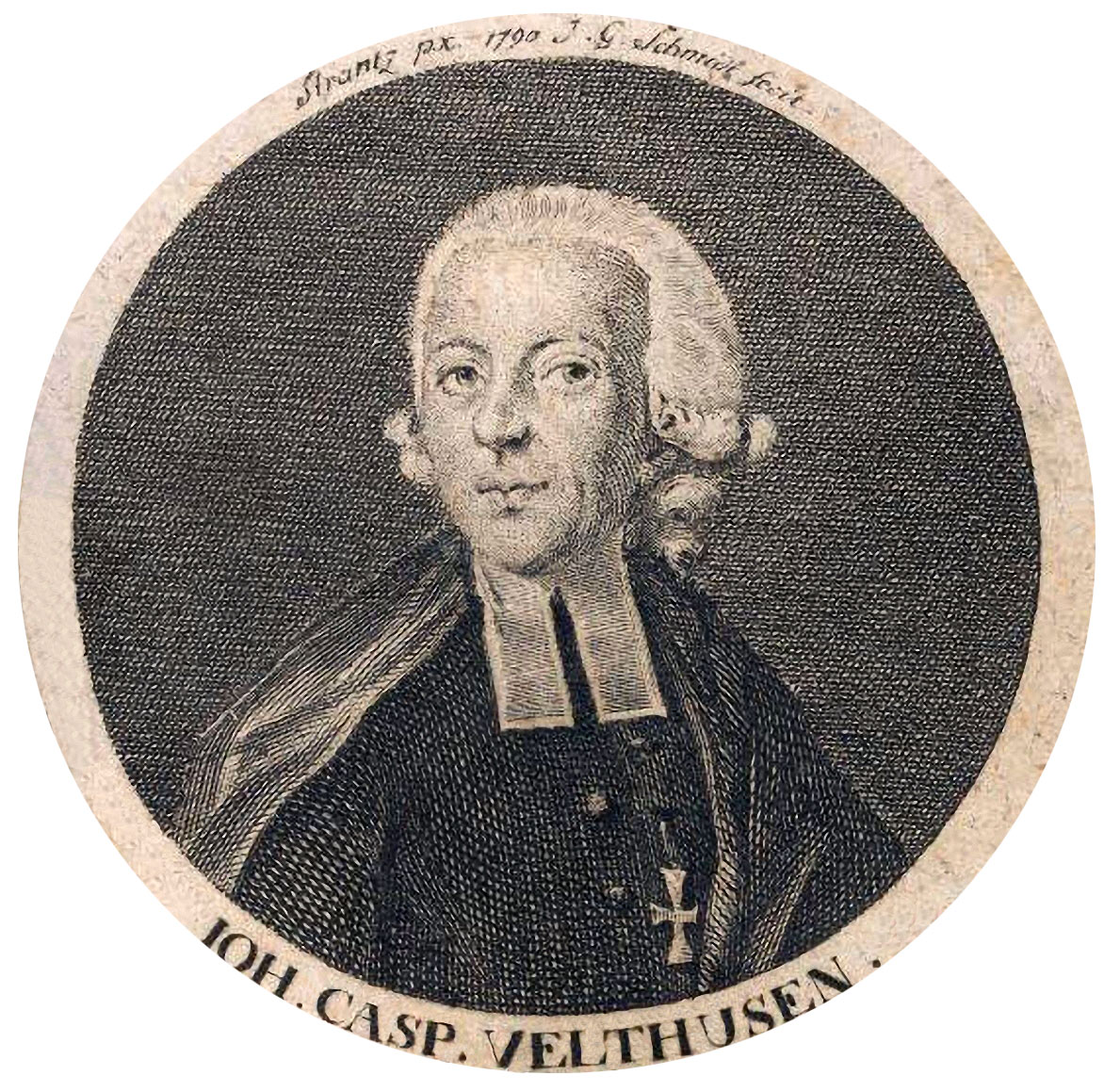
Johann Kasper Velthusen. Stich von Johann Gottfried Schmidt (1790)

Johann Kaspar Velthusen, auch: Johann Caspar Velthusen (* 7. August 1740 in Wismar; † 13. April 1814 in Stade) war ein deutscher evangelischer Theologe.

## Leben
Johann Kaspar Velthusen war Sohn des Kaufmanns Peter Velthusen und dessen Frau Dorothea Ilsabe, geborene Steffens. Nach dem Schulbesuch in Wismar bezog er 1759 die Universität Göttingen zu einem Theologie- und Philosophiestudium, das bis 1764 andauerte. Die folgenden drei Jahre verbrachte er als Hauslehrer bei seinem künftigen Schwiegervater Georg Ernst Meyer. Darauf stellte man ihn als Diakon in Hameln an, 1770 dann ging er nach London, um an der dortigen Hofkapelle Kaplan und Prediger zu werden. Elise Margarethe Meyer ehelichte er im Jahr 1772. In London blieb er nur drei Jahre, denn 1773 wurde er in Gifhorn Pfarrer sowie Superintendent.
Zwei Jahre später, am 4. April 1775, verlieh ihm die Universität Göttingen den Grad eines theologischen Doktors, und noch im gleichen Jahr nahm er eine Stelle als ordentlicher Theologieprofessor an der Universität Kiel an, an der er 1777/1778 auch Rektor war. Zur Universität Helmstedt wechselte er als solcher im Jahr 1778, wurde nebenbei wieder Superintendent, Pfarrer an St.-Stephani und Abt des Klosters Mariental. Nachdem er in Helmstedt neun Jahre lang gelehrt hatte, ging er weiter zur Universität Rostock und erhielt dort neben Professur sowie Rektorat auch eine Stelle als Oberkirchenrat und Superintendent. 1791 ging er als Generalsuperintendent für Bremen-Verden nach Stade und verstarb dort am 13. April 1814 im Alter von 73 Jahren.
Ein erheblicher Teil seines späten Werkes befasst sich mit den Beziehungen des christlichen Glaubensgebäudes zur Freimaurerei seiner Zeit, insbesondere zu den Hochgraden.

## Werke
- Des Propheten Jesaja perspektivisches Zeitgemälde oder Trostbuch für das Volk Gottes nebst zwei Beilagen, einem Trostgesang und einem hebräischen Trostbuch an die jüdische Nation. Hinweis: Ihn leitete bei der Herausgabe der von menschenfreundlicher Liebe eingegebene Gedanke, das Interesse für das Volk, dem wir „unter Gottes lenkender Vorsehung unser wesentliches Heil verdanken“, zu wecken und ihm „zur Beförderung seines bürgerlichen und irdischen Heils die Hand zu bieten“ (1803)
- Gedächtnispredigt auf den seligen Übergang unseres in Gott ruhenden Herzogs Karl (Braunschweig 1780)
- Helmstedtischer Katechismus (1787)
- Das Hohe Lied, begleitet mit einem vollständigen Commentar und historisch kritischen Untersuchungen (Braunschweig 1786)
- Der Amethyst, Beitrag, historisch kritischer Untersuchungen über das Hohelied in näherer Beziehung auf die Geschichte der Menschheit (Braunschweig 1786)
- Populi Judaici caritas commendatur Christianis (Helmstedt 1782)
- Über die nächste Bestimmung des Landpredigerstandes. Ein durch Herrn Campe […] veranlaßter Beitrag zur Pastoraltheologie (Helmstedt 1787)
- Über Absichten und Tendenz (Helmstedt 1787)
- Ueber Wissen und Glauben in Absicht auf Religion und Offenbarung nebst Winken über Jesaias 40-46 (Stade 1794)
- Historische Winke über ächte und unächte Freymaurerey (Leipzig 1804) (Digitalisat)
- Merklicher Einfluss portugiesischer und spanischer Juden, Chaldäer und Hebräer, in Begleitung phönizischer Seefahrer auf den Anbau Hiberniens und des langen Strichs der schottischen Matroseninseln auf die feinere Bildung des Barden Ossian auf die älteste […] ächtschottische Freymaurerey (Leipzig 1807)